# عمر مكرم

عمر مكرم

عمر مكرم بن حسين السيوطي (1750 - 1822) هو زعيم شعبي مصري. ولد في أسيوط إحدى محافظات مصر سنة 1750، وتعلم في الأزهر الشريف. ولي نقابة الأشراف في مصر سنة 1793، وقاوم الفرنسيين في ثورة القاهرة الثانية سنة 1800. وكان له دور في تولية محمد علي شؤون البلاد، حيث قام هو وكبار رجال الدين المسلمين بخلع خورشيد باشا في مايو سنة 1805. وحينما استقرت الأمور لمحمد علي خاف من نفوذ رجال الدين فنفى عمر مكرم إلى دمياط في 9 أغسطس 1809، وأقام بها أربعة أعوام، ثم نقل إلى طنطا. توفي عام 1822.

## حياته
ولد عمر مكرم في أسيوط (1164هـ = 1750م)، ثم انتقل إلى «القاهرة» للدراسة في الأزهر الشريف، وانتهى من دراسته وأصبح نقيبًا لأشراف مصر في زمنه، عام (1208هـ = 1793م)، وكان يتمتع بمكانة عالية عند العامة والخاصة.
ظهر العالم العامل «عمر مكرم» كقائد شعبي عندما قاد حركة شعبية ضد ظلم الحاكمين المملوكيين «إبراهيم بك» و«مراد بك»، عام (1210هـ = 1795م) ورفع لواء المطالبة بالشريعة والتحاكم إليها كمطلب أساسي كما طالب برفع الضرائب عن كاهل الفقراء وإقامة العدل في الرعية.
تميزت حياة عمر مكرم بالجهاد المستمر ضد الاحتلال الأجنبي، والنضال الدؤوب ضد استبداد الولاة وظلمهم، وكان ينطلق في هذا وذاك من وعي إسلامي عميق وفذ وإيجابي.
فعندما اقترب الفرنسيون من القاهرة سنة 1798م قام السيد عمر مكرم بتعبئة الجماهير للمشاركة في القتال إلى جانب الجيش النظامي «جيش المماليك في ذلك الوقت»، وفي هذا الصدد يقول الجبرتي «وصعد السيد عمر مكرم أفندي نقيب الأشراف إلى القلعة فانزل منها بيرقًا كبيرًا اسمته العامة البيرق النبوي فنشره بين يديه من القلعة إلى بولاق وأمامه ألوف من العامة» ويعلق الرافعي على ذلك بقوله: ”وهذا هو بعينه استنفار الشعب إلى التطوع العام بعد هجمات الغازي المغير والسير في طليعة المتطوعين إلى القتال “.
وعندما سقطت القاهرة بأيدي الفرنسيين، عرض عليه الفرنسيون عضوية الديوان الأول إلا أنه رفض ذلك، بل فضل الهروب من مصر كلها حتى لا يظل تحت رحمة الفرنسيين.
ثم عاد عمر مكرم إلى القاهرة وتظاهر بالاعتزال في بيته ولكنه كان يعد العدة مع عدد من علماء الأزهر وزعماء الشعب لثورة كبري ضد الاحتلال الفرنسي تلك الثورة التي اندلعت في عام 1800م.. فيما يعرف بثورة القاهرة الثانية، وكان عمر مكرم من زعماء تلك الثورة، فلما خمدت الثورة إضطر إلى الهروب مرة أخرى خارج مصر حتى لا يقع في قبضة الفرنسيين الذين عرفوا أنه أحد زعماء الثورة وقاموا بمصادرة أملاكه بعد أن أفلت هو من أيديهم، وظل السيد عمر مكرم خارج مصر حتى رحيل الحملة الفرنسية سنة 1801م.
وفي إطار جهاد عمر مكرم ضد الاحتلال الأجنبي، نجد أنه قاد المقاومة الشعبية ضد حملة فريزر الإنجليزية 1807م، تلك المقاومة التي نجحت في هزيمة فريزر في الحماد ورشيد مما أضطر فريزر إلى الجلاء عن مصر.
وفي هذا الصدد يقول الجبرتي: «نبه السيد عمر النقيب على الناس وأمرهم بحمل السلاح والتأهب لجهاد الإنجليز، حتى مجاوري الأزهر أمرهم بترك حضور الدروس، وكذلك أمر المشايخ بترك إلقاء الدروس».
ويعلق الرافعي على ذلك بقوله: «فتأمل دعوة الجهاد التي بثها السيد عمر مكرم والروح التي نفخها في طبقات الشعب، فأنك لتري هذا الموقف مماثلا لموقفه عندما دعا الشعب على التطوع لقتال الفرنسيين قبل معركة الأهرام، ثم تأمل دعوته الأزهريين إلى المشاركة في القتال تجد أنه لا ينظر إليهم كرجال علم ودين فحسب بل رجال جهاد وقتال ودفاع عن الزمان، فعلمهم في ذلك العصر كان أعم وأعظم من عملهم اليوم».
وفي إطار نضال السيد عمر مكرم ضد الاستبداد والمظالم، نجد أنه قاد النضال الشعبي ضد مظالم الأمراء المماليك عام 1804م، وكذا ضد مظالم الوالي خورشيد باشا سنة 1805، ففي يوم 2 مايو سنة 1805 م بدأت تلك الثورة، حيث عمت الثورة أنحاء القاهرة وأجتمع العلماء بالأزهـر وأضربوا عن إلقاء الدروس وأقفلت دكاكين المدينة وأسواقها، واحتشدت الجماهير في الشوارع والميادين يضجون ويصخبون، وبدأت المفاوضات مع الوالي للرجوع عن تصرفاته الظالمة فيما يخص الضرائب ومعاملة الأهالي، ولكن هذه المفاوضات فشلت، فطالبت الجماهير بخلع الوالي، وقام السيد عمر مكرم وعدد من زعماء الشعب برفع الأمر إلى المحكمة الكبرى وسلم الزعماء صورة من مظالمهم على المحكمة وهي إلا تفرض ضريبة على المدينة إلا إذا أقرها العلماء والأعيان، وأن يجلو الجند عن القاهرة وألا يسمح بدخول أي جندي إلى المدينة حامـلا سلاحه.
وفي يوم 13 مايو قرر الزعماء في دار الحكمة عزل خورشيد باشا وتعيين محمد علي بدلا منه بعد أن أخذوا عليه شرطًا: «بأن يسير بالعدل ويقيم الأحكام والشرائع، ويقلع عن المظالم وألا يفعل أمرًا إلا بمشورة العلماء وأنه متى خالف الشروط عزلوه».
وفي يوم 16 مايو 1805 صدرت فتاوى شرعية من المحكمة على صورة سؤال وجوابه بشرعية عزل الوالي خورشيد باشا، وأنتهي الأمر بعزل الوالي خورشيد باشا، ونجاح الثورة الشعبيـة.
وكان السيد عمر مكرم هو زعيم هذه الحركة الشعبية ومحركها، وفي ذلك يقول الرافعي: «كان للشعب زعماء عديدون يجتمعون ويتشاورون ويشتركون في تدبير الأمور، ولكل منهم نصيبه ومنزلته، ولكن من الإنصاف أن يعرف للسيد عمر مكرم فضله في هذه الحركة فقد كان بلا جدال روحها وعمادهـا».
استمرت هذه الثورة المسلحة بقيادة «عمر مكرم» 4 أشهر، وأعلنت حق الشعب في تقرير مصيره واختيار حكامه، وفق مبادئ أشبه بالدستور تضع العدل والرفق بالرعية في قمة أولوياتها.

## التخلص من الحركة الشعبية

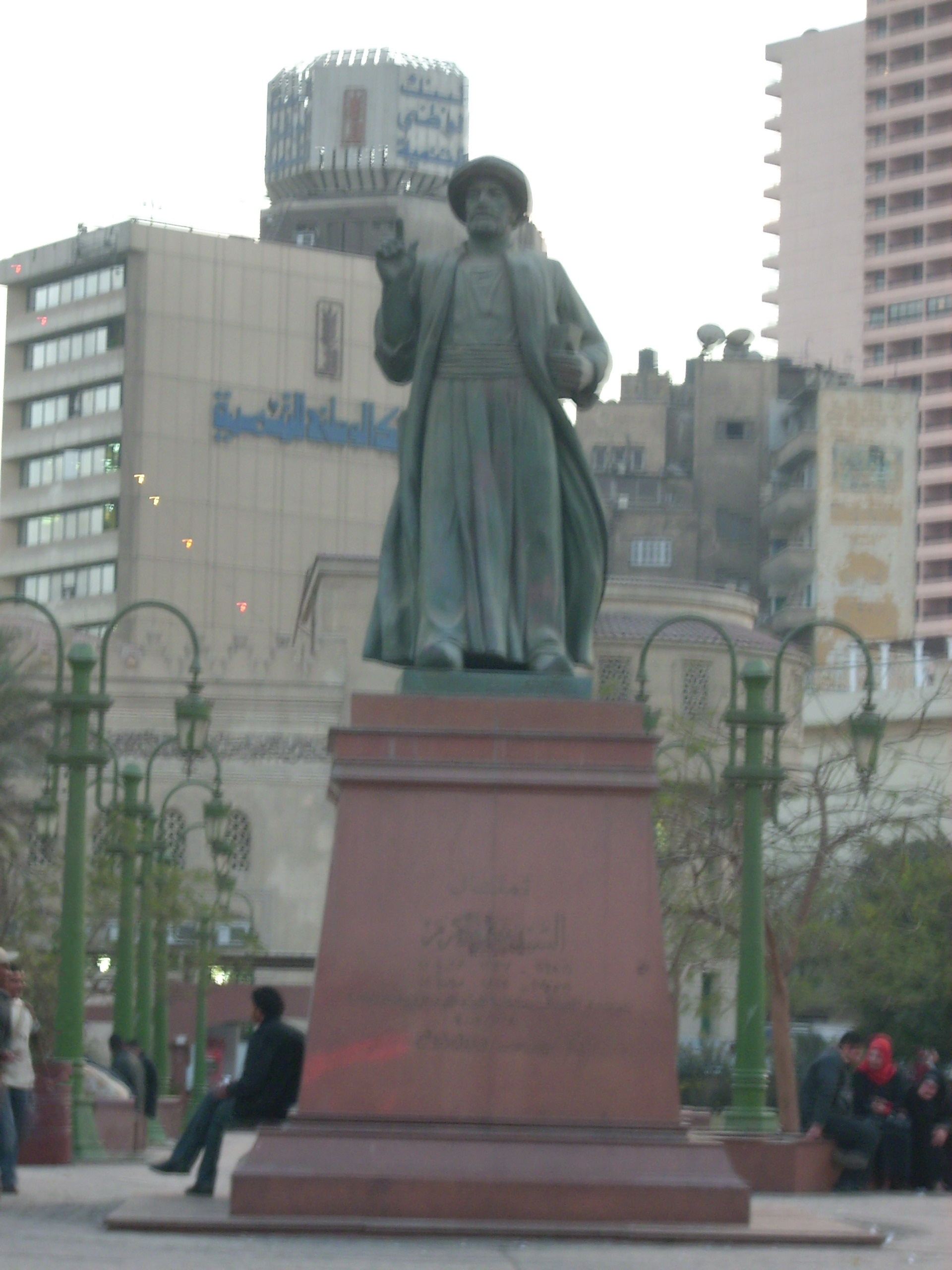
تمثال عمر مكرم في ميدان التحرير

على الرغم من المساعدات التي قدمتها الحركة الشعبية بقيادة عمر مكرم، لمحمد علي بدءً بالمناداة به واليًا، ثم التشفع له عند السلطان لإبقائه واليًا على مصر. وبالرغم من الوعود والمنهج الذي اتبعه محمد علي في بداية فترة حكمه مع الزعماء الشعبيين، بوعده بالحكم بالعدل ورضائه بأن تكون لهم سلطة رقابية عليه، إلا أن ذلك لم يدم. حيث وجد محمد علي أنه لن تطلق يده في الحكم، حتى يزيح الزعماء الشعبيين. تزامن ذلك مع انقسام علماء الأزهر حول مسألة من يتولى الإشراف على أوقاف الأزهر بين مؤيدي الشيخ عبد الله الشرقاوي ومؤيدي الشيخ «محمد الأمير».
وفي شهر يونيو من عام 1809، فرض محمد علي ضرائب جديدة على الشعب، فهاج الناس ولجأوا إلى عمر مكرم الذي وقف إلى جوار الشعب وتوعد بتحريك الشعب إلى ثورة عارمة ونقل الوشاة الأمر إلى محمد علي. استغل محمد علي محاولة عدد من المشايخ والعلماء للتقرب منه وغيرة بعض الأعيان من منزلة عمر مكرم بين الشعب كالشيخ محمد المهدي والشيخ محمد الدواخلي، فاستمالهم محمد علي بالمال ليوقعا بعمر مكرم. وكان محمد علي قد أعد حسابًا ليرسله إلى الدولة العثمانية يشتمل على أوجه الصرف، ويثبت أنه صرف مبالغ معينة جباها من البلاد بناء علي أوامر قديمة وأراد يبرهن على صدق رسالته، فطلب من زعماء المصريين أن يوقعوا على ذلك الحساب كشهادة منهم على صدق ما جاء به. إلا أن عمر مكرم امتنع عن التوقيع وشكك في محتوياته.
فأرسل يستدعي عمر مكرم إلى مقابلته، فامتنع عمر مكرم، قائلاً «إن كان ولا بد، فاجتمع به في بيت السادات.» وجد محمد علي في ذلك إهانة له، فجمع جمعًا من العلماء والزعماء، وأعلن خلع عمر مكرم من نقابة الأشراف وتعيين الشيخ السادات، معللاً السبب أنه أدخل في دفتر الأشراف بعض الأقباط واليهود نظير بعض المال، وأنه كان متواطئًا مع المماليك حين هاجموا القاهرة يوم وفاء النيل عام 1805، ثم أمر بنفيه من القاهرة إلي دمياط. وبنفي عمر مكرم اختفت الزعامة الشعبية الحقيقية من الساحة السياسية، وحل محله مجموعة من المشايخ الذين كان محمد علي قادرًا على السيطرة عليهم إما بالمال أو بالاستقطاعات، وهم الذين سماهم الجبرتي «مشايخ الوقت».

## وفاته
استمر “عمر مكرم” في منفاه ما يقرب من 10 سنوات، وعندما حضر إلى القاهرة في (12 من ربيع الأول 1234هـ = 9 من يناير 1819م) ابتهج الشعب به ولم ينس زعامته له، وتقاطرت الوفود عليه. أما الرجل فكانت السنون قد نالت منه؛ فآثر الابتعاد عن الحياة العامة، ورغم ذلك كان وجوده مؤرقًا لمحمد علي؛ فعندما انتفض القاهريون في (جمادى الآخرة 1237هـ = مارس 1822م) ضد الضرائب الباهظة نفاه محمد علي ثانية إلى خارج القاهرة؛ خوفًا من أن تكون روحه الأبية وراء هذه الانتفاضة، لكن الموت كان في انتظار الزعيم الكبير حيث توفي في ذلك العام بعد أن عاش آلام الشعب، وسعى لتحقيق آماله، وتحمل العنت من أجل مبادئه.